# Oblężenie Motyi
Oblężenie Motyi – działania wojenne tyrana Syrakuz Dionizjosa I przeciwko położonemu na wyspie miastu Motja w trakcie wojny z Kartaginą w latach 398–396 p.n.e., polegające na jego oblężeniu, zdobyciu i zniszczeniu.

## Kontekst
W swoich dążeniach do wyparcia Kartagińczyków z Sycylii Dionizjos I umocnił wpierw swoją pozycję w Syrakuzach, obsadzając na Ortygii swoich najemników i nadając swoim zwolennikom ziemie. Po poskromieniu buntu mieszkańców Syrakuz stoczył kilka walk z miastami na Sycylii (Etna, Leontinoj, Herbita, Naksos, Katana), umacniając swoją pozycję polityczną. Na przełomie V/IV wieku p.n.e. przeprowadził reformę zbrojeniową, wyposażając swoją armię w nowe machiny oblężnicze, katapulty i okręty cztero- i pięciorzędowe oraz zwiększając przy pomocy Sparty wojsko obywatelskie i najemne.
Aby zapewnić sobie w wojnie poparcie miast sycylijskich, Dionizjos I złagodził w stosunku do nich swoją politykę. Podległe Syrakuzom miasta ze swojej strony spodziewały się, że wskutek wojny odzyskają niepodległość. W 397 p.n.e. Syrakuzy i inne zależne miasta sycylijskie wygnały kupców katagińskich, a Dionizjos I na czele armii i floty (80 tys. piechoty, 3 tys. jazdy, 200 okrętów) wyruszył przeciwko Kartagińczykom.

## Zdobycie Motyi
Położone na północnym zachodzie Sycylii miasto Eryks poddało się od razu. Motya natomiast, zlokalizowana na wysepce na zachód od lądu, zburzyła swoją groblę, którą była z nim połączona, i przygotowała się do obrony. Armia Dionizjosa I zbudowała molo i zaczęła pustoszyć okolice miasta.
Na wieść o wojnie Kartagina wysłała 10 okrętów w kierunku Syrakuz. Jednocześnie wódz Himilkon na czele 100 okrętów wyruszył na pomoc Motyi, zatopił część syrakuzańskich statków przewozowych, lecz nie zdołał przełamać oblężenia na lądzie. Syrakuzanie zdobyli i zniszczyli Motyę masakrując przy tym jej mieszkańców. Opuszając Motyę, Dionizjos I obsadził w jej ruinach swoich żołnierzy.
Pomimo upadku Motyi po stronie kartagińskiej utrzymały się Segesta i Panormos.

## Odzyskanie wyspy
W 396 roku p.n.e. Himilkon wyruszył na czele olbrzymiej armii (do 100 tys. piechoty, 4 tys. jazdy, 400 okrętów) przeciwko Dionizjosowi I. Na wieść o tym tyran kazał zniszczyć wyspę i wycofał się na Sycylię. Himilkon odzyskał Motyę i inne miasta kartagińskie na zachodnim wybrzeżu. W miejsce zburzonej Motyi założył Lilibeum.